# Anematichthys repasson
Cá ba kỳ trắng (Danh pháp khoa học: Anematichthys repasson) là một loài cá trong họ Cyprinidae. Chúng sống ở vùng Đông Nam Á, đặc biệt là ở vùng sông Mekong và Chao Phraya, vịnh Malay, Sumatra, Java, và Borneo. 

## Đặc điểm
Chúng có thể dài lên đến 28 cm (11 in), thân khá cao, dẹp bên, đầu nhỏ, mõm tù, dài, nhô ra phía trước, miệng ở mút mõm, mắt to, có hai đôi râu ngắn. Lưng sẫm, bụng nhạt dần, vẩy ở lưng và hai bên hông có chấm nâu nhạt tạo thành những sọc dài không liên tục.
Vây lưng cao có khởi điểm gần như đối xứng với khởi điểm vây bụng. Vây ngực dài, vây bụng và vây hậu môn ngắn. Tia đơn cuối vây lưng hóa xương và có răng cưa. Vẩy vừa và phủ toàn thân, đường bên hoàn toàn, cong về phía bụng và đi vào giữa cuốn đuôi. Gốc vây đuôi có đốm đen, vây lưng màu da cam, các vây khác xám.